# Clásico Hidalguense
Clásico Hidalguense es como la directiva del CF Pachuca quiere que se le conozca a un partido entre dos equipos originarios del Estado de Hidalgo, el CF Pachuca y el Cruz Azul también de la Primera Ascenso Cruz Azul Hidalgo y Atlético Hidalgo. Aunque cabe hacer mención que el Cruz Azul juega actualmente en la Ciudad de México en el Estadio Ciudad de los Deportes.

## Historia

Estadio Hidalgo.

Esta rivalidad deportiva nació poco después de que se disputara la final del campeonato estatal amateur en abril de 1939 y fue debido, además de ser clubes del mismo estado, competían por un lugar en el campeonato nacional que se celebraría en la Ciudad de México.
El primer encuentro fue documentado y evidenciado gracias a las fotografías del Salón de la Fama de Pachuca y al documental de la cadena británica BBC ,acerca de los hinchas y las rivalidades de los clubes de fútbol en México, donde se incluían entrevistas y videos. 
Existe una versión que asegura que el primer partido fue favorable al Pachuca por un marcador de 1-0, aunque la primera referencia que se tiene es una fotografía y una nota de un diario en Hidalgo publicada alrededor de los años 60 después de la supuesta realización del partido.
En 1960 sucedió un acontecimiento de los más curiosos y violentos dentro del Clásico. El delantero del Pachuca, Francisco Moacyr Santos, fue insultado durante gran parte del encuentro por la afición cementera. Al ver que el partido era ganado por el Pachuca fácilmente por 5-0, el pidió unas tijeras para pelo a alguien fuera del campo, se quedó a lado de un aficionado y le rompió un cartel de apoyo al Cruz Azul, lo que más adelante provocaría una pelea entre aficionados cementeros y tuzos.

## Cronología de Partidos Oficiales
| N.º | Competencia                                             | Local               | Resultado | Visitante         | Fecha                    |
| --- | ------------------------------------------------------- | ------------------- | --------- | ----------------- | ------------------------ |
| ?   | 1957-58                                                 | Empate              | 2-2       |                   |                          |
| ?   | 1959-60                                                 | Cruz Azul           | 9-0       |                   |                          |
| 1   | Segunda División 1961-62                                | Pachuca             | 3-2       | Cruz Azul         | 17 de septiembre de 1961 |
| 2   | Segunda División 1961-62                                | Cruz Azul           | 2-0       | Pachuca           | 7 de enero de 1962       |
| 3   | Copa Segunda División 1961-62 Fase de grupos (ida)      | Cruz Azul           | 1-1       | Pachuca           | 17 de febrero de 1962    |
| 4   | Copa Segunda División 1961-62 Fase de grupos (vuelta)   | Cruz Azul           | 4-2       | Pachuca           | 23 de marzo de 1962      |
| 5   | Segunda División 1962-63                                | Pachuca             | 2-1       | Cruz Azul         | 8 de septiembre de 1962  |
| 6   | Segunda División 1962-63                                | Cruz Azul           | 1-1       | Pachuca           | 23 de diciembre de 1962  |
| 7   | Segunda División 1963-64                                | Cruz Azul           | 0-0       | Pachuca           | 7 de julio de 1963       |
| 8   | Segunda División 1962-63                                | Pachuca             | 3-1       | Cruz Azul         | 20 de octubre de 1963    |
| 9   | Copa Segunda División 1963-64 Cuartos de final (ida)    | Pachuca             | 1-1       | Cruz Azul         | 12 de mayo de 1964       |
| 10  | Copa Segunda División 1963-64 Cuartos de final (vuelta) | Cruz Azul           | 1-2       | Pachuca           | 19 de mayo de 1964       |
| 11  | Liga MX 1967-68                                         | Pachuca             | 0-1       | Cruz Azul         | 30 de julio de 1967      |
| 12  | Liga MX 1967-68                                         | Cruz Azul           | 1-0       | Pachuca           | 12 de noviembre de 1967  |
| 13  | Liga MX 1968-69                                         | Pachuca             | 2-2       | Cruz Azul         | 2 de mayo de 1968        |
| 14  | Liga MX 1968-69                                         | Cruz Azul           | 2-1       | Pachuca           | 1 de diciembre de 1968   |
| 15  | Liga MX 1969-70                                         | Pachuca             | 0-2       | Cruz Azul         | 13 de julio de 1969      |
| 16  | Liga MX 1969-70                                         | Cruz Azul           | 1-2       | Pachuca           | 26 de octubre de 1969    |
| 17  | Liga MX México 1970                                     | Cruz Azul           | 1-0       | Pachuca           | 8 de marzo de 1970       |
| 18  | Liga MX México 1970                                     | Pachuca             | 0-0       | Cruz Azul         | 23 de abril de 1970      |
| 19  | Liga MX México 1970 Grupo Campeonato                    | Pachuca             | 3-1       | Cruz Azul         | 23 de agosto de 1970     |
| 20  | Liga MX México 1970 Grupo Campeonato                    | Cruz Azul (Campeón) | 2-0       | Pachuca           | 11 de octubre de 1970    |
| 21  | Liga MX 1970-71                                         | Pachuca             | 3-1       | Cruz Azul         | 3 de enero de 1971       |
| 22  | Liga MX 1970-71                                         | Cruz Azul           | 1-0       | Pachuca           | 1 de mayo de 1971        |
| 23  | Liga MX 1971-72                                         | Pachuca             | 0-0       | Cruz Azul         | 12 de diciembre de 1971  |
| 24  | Liga MX 1971-72                                         | Cruz Azul           | 3-1       | Pachuca           | 8 de abril de 1972       |
| 25  | Liga MX 1972-73                                         | Pachuca             | 1-4       | Cruz Azul         | 22 de octubre de 1972    |
| 26  | Liga MX 1972-73                                         | Cruz Azul           | 2-1       | Pachuca           | 17 de febrero de 1973    |
| 27  | Copa FMF 1983                                           | Pachuca             | 0-2       | Cruz Azul         | 10 de julio de 1983      |
| 28  | Liga MX 1992-93                                         | Pachuca             | 0-1       | Cruz Azul         | 13 de diciembre de 1992  |
| 29  | Liga MX 1992-93                                         | Cruz Azul           | 4-2       | Pachuca           | 1 de mayo de 1993        |
| 30  | Copa MX 1995-96                                         | Pachuca             | 0-3       | Cruz Azul         | 7 de febrero de 1996     |
| 31  | Liga MX Invierno 1996                                   | Cruz Azul           | 1-2       | Pachuca           | 12 de octubre de 1996    |
| 32  | Liga MX Verano 1997                                     | Pachuca             | 1-3       | Cruz Azul         | 19 de marzo de 1997      |
| 33  | Liga MX Invierno 1998                                   | Pachuca             | 1-2       | Cruz Azul         | 4 de octubre de 1998     |
| 34  | Liga MX Verano 1999                                     | Cruz Azul           | 2-1       | Pachuca           | 20 de marzo de 1999      |
| 35  | Liga MX Invierno 1999                                   | Cruz Azul           | 1-2       | Pachuca           | 19 de agosto de 1999     |
| 36  | Liga MX Invierno 1999 Final (ida)                       | Pachuca             | 2-2       | Cruz Azul         | 16 de diciembre de 1999  |
| 37  | Liga MX Invierno 1999 Final (vuelta)                    | Cruz Azul           | 0-1       | Pachuca (campeón) | 19 de diciembre de 1999  |
| 38  | Liga MX Verano 2000                                     | Pachuca             | 3-2       | Cruz Azul         | 23 de enero de 2000      |
| 39  | Liga MX Invierno 2000                                   | Cruz Azul           | 0-0       | Pachuca           | 2 de septiembre de 2000  |
| 40  | Liga MX Verano 2001                                     | Pachuca             | 2-3       | Cruz Azul         | 11 de febrero de 2001    |
| 41  | Liga MX Invierno 2001                                   | Cruz Azul           | 3-2       | Pachuca           | 8 de septiembre de 2001  |
| 42  | Liga MX Verano 2002                                     | Pachuca             | 2-1       | Cruz Azul         | 24 de febrero de 2002    |
| 43  | Pre-Pre Libertadores 2002                               | Cruz Azul           | 4-2       | Pachuca           | 2 de octubre de 2002     |
| 44  | Liga MX Apertura 2002                                   | Cruz Azul           | 3-2       | Pachuca           | 23 de octubre de 2002    |
| 45  | Liga MX Clausura 2003                                   | Pachuca             | 0-0       | Cruz Azul         | 26 de enero de 2003      |
| 46  | Liga MX Apertura 2003                                   | Pachuca             | 4-1       | Cruz Azul         | 21 de septiembre de 2003 |
| 47  | Liga MX Clausura 2004                                   | Cruz Azul           | 1-2       | Pachuca           | 28 de febrero de 2004    |
| 48  | Liga MX Clausura 2004 Reclasificación (ida)             | Pachuca             | 1-2       | Cruz Azul         | 19 de mayo de 2004       |
| 49  | Liga MX Clausura 2004 Reclasificación (vuelta)          | Pachuca             | 0-2       | Cruz Azul         | 22 de mayo de 2004       |
| 50  | Liga MX Apertura 2004                                   | Pachuca             | 3-1       | Pachuca           | 3 de octubre de 2004     |
| 51  | Liga MX Clausura 2005                                   | Cruz Azul           | 4-0       | Pachuca           | 12 de marzo de 2005      |
| 52  | Liga MX Apertura 2005                                   | Pachuca             | 0-0       | Cruz Azul         | 26 de noviembre de 2005  |
| 53  | Liga MX Clausura 2006                                   | Cruz Azul           | 3-2       | Pachuca           | 29 de abril de 2006      |
| 54  | Liga MX Apertura 2006                                   | Pachuca             | 2-3       | Cruz Azul         | 6 de agosto de 2006      |
| 55  | Liga MX Clausura 2007                                   | Cruz Azul           | 3-2       | Pachuca           | 30 de enero de 2007      |
| 56  | Liga MX Clausura 2007 Semifinal (ida)                   | Cruz Azul           | 1-3       | Pachuca           | 17 de mayo de 2007       |
| 57  | Liga MX Clausura 2007 Semifinal (vuelta)                | Pachuca             | 3-0       | Cruz Azul (w/o)   | 20 de mayo de 2007       |
| 58  | Liga MX Apertura 2007                                   | Cruz Azul           | 1-2       | Pachuca           | 8 de septiembre de 2007  |
| 59  | Liga MX Apertura 2007 Reclasificación (ida)             | Pachuca             | 0-2       | Cruz Azul         | 14 de noviembre de 2007  |
| 60  | Liga MX Apertura 2007 Reclasificación (vuelta)          | Cruz Azul           | 4-0       | Pachuca           | 17 de noviembre de 2007  |
| 61  | Liga MX Clausura 2008                                   | Pachuca             | 4-1       | Cruz Azul         | 23 de febrero de 2008    |
| 62  | Liga MX Apertura 2008                                   | Cruz Azul           | 1-2       | Pachuca           | 2 de noviembre de 2008   |
| 63  | Liga MX Clausura 2009                                   | Pachuca             | 3-0       | Cruz Azul         | 26 de abril de 2009      |
| 64  | Liga MX Apertura 2009                                   | Pachuca             | 1-3       | Cruz Azul         | 5 de noviembre de 2009   |
| 65  | Liga MX Bicentenario 2010                               | Cruz Azul           | 2-2       | Pachuca           | 15 de abril de 2010      |
| 66  | Copa Campeones Concacaf 2010 Final (ida)                | Cruz Azul           | 2-1       | Pachuca           | 21 de abril de 2010      |
| 67  | Copa Campeones Concacaf 2010 Final (vuelta)             | Pachuca (campeón)   | 1-0       | Cruz Azul         | 28 de abril de 2010      |
| 68  | Liga MX Apertura 2010                                   | Cruz Azul           | 4-1       | Pachuca           | 15 de agosto de 2010     |
| 69  | Liga MX Clausura 2011                                   | Pachuca             | 0-4       | Cruz Azul         | 30 de enero de 2011      |
| 70  | Liga MX Apertura 2011                                   | Pachuca             | 1-0       | Cruz Azul         | 4 de agosto de 2011      |
| 71  | Liga MX Clausura 2012                                   | Cruz Azul           | 1-1       | Pachuca           | 22 de enero de 2012      |
| 72  | Liga MX Apertura 2012                                   | Cruz Azul           | 1-1       | Pachuca           | 2 de septiembre de 2012  |
| 73  | Liga MX Clausura 2013                                   | Pachuca             | 2-1       | Cruz Azul         | 17 de febrero de 2013    |
| 74  | Liga MX Apertura 2013                                   | Pachuca             | 0-0       | Cruz Azul         | 27 de octubre de 2013    |
| 75  | Liga MX Clausura 2014                                   | Cruz Azul           | 2-2       | Pachuca           | 13 de abril de 2014      |
| 76  | Liga MX Apertura 2014                                   | Cruz Azul           | 0-1       | Pachuca           | 20 de julio de 2014      |
| 77  | Liga MX Clausura 2015                                   | Pachuca             | 0-1       | Cruz Azul         | 11 de enero de 2015      |
| 78  | Copa MX Apertura 2015 Fase de grupos (ida)              | Cruz Azul           | 2-1       | Pachuca           | 16 de septiembre de 2015 |
| 79  | Copa MX Apertura 2015 Fase de grupos (vuelta)           | Pachuca             | 1-0       | Cruz Azul         | 24 de septiembre de 2015 |
| 80  | Liga MX Apertura 2015                                   | Pachuca             | 1-2       | Cruz Azul         | 15 de noviembre de 2015  |
| 81  | Liga MX Clausura 2016                                   | Cruz Azul           | 0-0       | Pachuca           | 3 de abril de 2016       |
| 82  | Liga MX Apertura 2016                                   | Cruz Azul           | 2-1       | Pachuca           | 6 de noviembre de 2016   |
| 83  | Liga MX Clausura 2017                                   | Pachuca             | 2-2       | Cruz Azul         | 30 de abril de 2017      |
| 84  | Liga MX Apertura 2017                                   | Pachuca             | 4-0       | Cruz Azul         | 28 de septiembre de 2017 |
| 85  | Liga MX Clausura 2018                                   | Cruz Azul           | 5-0       | Pachuca           | 11 de marzo de 2018      |
| 86  | Liga MX Apertura 2018                                   | Pachuca             | 3-1       | Cruz Azul         | 30 de septiembre de 2018 |
| 87  | Liga MX Clausura 2019                                   | Cruz Azul           | 4-1       | Pachuca           | 17 de marzo de 2019      |
| 88  | Liga MX Apertura 2019                                   | Pachuca             | 2-0       | Cruz Azul         | 29 de septiembre de 2019 |
| 89  | Liga MX Clausura 2020                                   | Cruz Azul           | 3-1       | Pachuca           | 9 de febrero de 2020     |
| 90  | Liga MX Guardianes 2020                                 | Cruz Azul           | 1-0       | Pachuca           | 10 de septiembre de 2020 |
| 91  | Liga MX Guardianes 2021                                 | Pachuca             | 0-1       | Cruz Azul         | 26 de enero de 2021      |
| 92  | Liga MX Guardianes 2021 Semifinal (ida)                 | Pachuca             | 0-0       | Cruz Azul         | 20 de mayo de 2021       |
| 93  | Liga MX Guardianes 2021 Semifinal (vuelta)              | Cruz Azul           | 1-0       | Pachuca           | 23 de mayo de 2021       |
| 94  | Liga MX Apertura 2021                                   | Cruz Azul           | 1-1       | Pachuca           | 30 de agosto de 2021     |
| 95  | Liga MX Clausura 2022                                   | Pachuca             | 1-0       | Cruz Azul         | 20 de marzo de 2022      |
| 96  | Liga MX Apertura 2022                                   | Cruz Azul           | 1-2       | Pachuca           | 10 de julio de 2022      |
| 97  | Liga MX Clausura 2023                                   | Pachuca             | 0-2       | Cruz Azul         | 2 de abril de 2023       |
| 98  | Liga MX Apertura 2023                                   | Pachuca             | 1-0       | Cruz Azul         | 24 de agosto de 2023     |
| 99  | Liga MX Clausura 2024                                   | Cruz Azul           | 0-1       | Pachuca           | 14 de enero de 2024      |
| 100 | Liga MX Apertura 2024                                   | Pachuca             | 2-4       | Cruz Azul         | 29 de septiembre de 2024 |
| 101 | Liga MX Clausura 2025                                   | Cruz Azul           | 2-1       | Pachuca           | 9 de febrero de 2025     |

### Balance de enfrentamientos
Para la elaboración de esta tabla se toman en cuenta todos los partidos disputados en torneos que hayan sido avalados por la Federación Mexicana de Fútbol y la Concacaf.
| Competición                           | P.J. | Ganó CAZ | P.E. | Ganó PAC | Gol. CAZ | Gol. PAC |
| ------------------------------------- | ---- | -------- | ---- | -------- | -------- | -------- |
| Fase regular                          | 72   | 35       | 14   | 23       | 104      | 102      |
| Liguilla                              | 12   | 6        | 2    | 4        | 17       | 16       |
| Subtotal de Liga                      | 84   | 41       | 16   | 27       | 121      | 118      |
| Segunda División                      | 6    | 1        | 2    | 3        | 5        | 9        |
| Subtotal de Segunda División          | 90   | 42       | 18   | 30       | 126      | 127      |
| Copa México                           | 3    | 2        | 0    | 1        | 5        | 2        |
| Copa de la Segunda División de México | 4    | 1        | 2    | 1        | 7        | 6        |
| Copa Federación Mexicana de Fútbol    | 1    | 1        | 0    | 0        | 2        | 0        |
| Copa de Campeones de la Concacaf      | 2    | 1        | 0    | 1        | 2        | 2        |
| Pre Pre Libertadores                  | 1    | 1        | 0    | 0        | 4        | 2        |
| Subtotal oficiales                    | 101  | 48       | 20   | 33       | 146      | 139      |
| Total                                 | 101  | 48       | 20   | 33       | 146      | 139      |

## Comparativa entre equipos

### Palmarés
| Clubes    | Primera División de México | Copa México | Campeón de Campeones | Supercopa de México | Supercopa de la Liga MX | Liga de Campeones de la Concacaf | Copa Sudamericana | Derbi de las Américas de la FIFA | Copa Challenger de la FIFA | Total |
| --------- | -------------------------- | ----------- | -------------------- | ------------------- | ----------------------- | -------------------------------- | ----------------- | -------------------------------- | -------------------------- | ----- |
| Cruz Azul | 9                          | 4           | 3                    | 1                   | 1                       | 7                                | 0                 | 0                                | 0                          | 25    |
| Pachuca   | 7                          | 0           | 0                    | 0                   | 0                       | 6                                | 1                 | 1                                | 1                          | 16    |

Datos actualizados el 2 de junio de 2025.